# Yoweri Museveni
Yoweri Museveni (n. 15 septembrie 1944, Ntungamo, Western Region⁠(d), Uganda) este președintele Ugandei, începând din 29 ianuarie 1986. El este al cincilea lider din Africa modernă după lungimea perioadei în care s-a aflat la conducerea statului.
La Summitul Conducatorilor de la New York, acesta a vorbit despre refugiații din Uganda:
„Pe lângă refugiații polonezi pe care Uganda i-a primit în Al Doilea Război Mondial, majoritatea refugiaților ce vin în Uganda se ivesc din interiorul Africii. Ei sînt, de principiu, din: Rwanda, Burundi, Congo, Sudanul de Sud, Kenya, Somalia, Africa de Sud (pe vremuri) și în numere mai mici din Ethiopia, Sudanul de Nord, Libya, Republica Centrafricană și Eritrea. Începând de astăzi, sînt 690,000 de refugiați în Uganda. Estimăm că numărul lor va ajunge la 810,000 până la sfârșitul anului, 2016. Acești refugiați fug de persecuția sectară ocazionată de bancruta ideologică a grupurilor implicate, care se bazează pe armate și miliții nedisciplinate și penale. Uneori, ei fug de grupări ideologic bancrute și grupări criminale. Unii dintre refugiați sînt, totuși, ei înșiși criminali care au săvârșit  acte groaznice împotriva concetățenilor.”